# Piedra del Toro
Piedra del Toro es una localidad uruguaya, del departamento de Canelones, y forma parte del municipio canario de Empalme Olmos.

## Ubicación
La localidad se encuentra situada en la zona sur del departamento de Canelones, al sur de la localidad de Empalme Olmos, sobre la ruta 8 en su km 40 y junto al empalme de esta carretera con la ruta 34.

## Población
Según el censo de 2011, la localidad contaba con una población de 332 habitantes.
| 125           | 324 | 337 | 381 | 308 | 332 |
| (Fuente: INE) |     |     |     |     |     |